# إيرل بي. ديكرسون
إيرل بي. ديكرسون (بالإنجليزية: Earl B. Dickerson)‏ هو شخصية أعمال ومحامي أمريكي، ولد في 22 يونيو 1891 في كانتون في الولايات المتحدة، وتوفي في 1 سبتمبر 1986 في شيكاغو في الولايات المتحدة.